# Russia at War
«Russia at War: From the Mongol Conquest to Afghanistan, Chechnya, and Beyond» (с англ. — «Россия в войне: От монгольского завоевания до Афганистана, Чечни и не только») — 2-томное энциклопедическое издание по военной истории России с XIII по XXI век, вышедшее в 2014 году под редакцией профессора истории Военного института Вирджинии доктора философии (Ph.D.) по истории Т. С. Доулинга с предисловием адъюнкт-профессора истории Канзасского университета Б. В. Меннинга.

## Описание
Для создания энциклопедии военным историком Т. С. Доулингом была собрана международная группа из 166 учёных из США, России, Великобритании, Германии, Канады, Нидерландов, Турции, Польши, Японии, Швейцарии, Малайзии и других стран.
Энциклопедия содержит в себе более 650 подписанных статей по многочисленным темам, порой выходящим за рамки военной истории в узком смысле. Кроме войн и битв в ней также освещены стратегические и геополитические аспекты России. Кроме прочего в энциклопедии также содержатся статьи, посвящённые государственным, политическим и военным лидерам. Также энциклопедия оснащена иллюстрациями и содержит 33 карты. Кроме этого она дополнена хронологическим списком важных событий с 862 по 2014 год, имеющих отношение к военной истории России.
Обширное и, по оценке М. Л. Нельсона, — эрудированное предисловие к изданию за авторством военного историка, специалиста по российской и советской военной истории, Б. В. Меннинга разбирает общие аспекты военной истории России, в частности объясняя сильные и слабые стороны её Вооружённых сил, которые сохранялись в течение всего времени их существования.